# Landtagswahlkreis Düsseldorf V
Der Landtagswahlkreis Düsseldorf V war ein Landtagswahlkreis in Düsseldorf in Nordrhein-Westfalen. Er umfasste verschiedene Teile der Landeshauptstadt, die Einteilung änderte sich häufig. Zur Landtagswahl 2005 verlor Düsseldorf einen Wahlkreis, sodass Düsseldorf V aufgelöst wurde.

## Wahlkreissieger
| Jahr | Wahlkreisname     | Gebiet                      | Direktmandat         | Partei |
| ---- | ----------------- | --------------------------- | -------------------- | ------ |
| 1947 | 47 Düsseldorf-Süd | Teile von Düsseldorf        | Josef Gockeln        | CDU    |
| 1950 | 47 Düsseldorf-Süd | Teile von Düsseldorf        | Josef Gockeln        | CDU    |
| 1954 | 47 Düsseldorf-Süd | Teile von Düsseldorf        | Josef Gockeln        | CDU    |
| 1958 | 47 Düsseldorf V   | Düsseldorf (südlicher Teil) | Josef Gockeln        | CDU    |
| 1962 | 47 Düsseldorf V   | Düsseldorf (südlicher Teil) | Joseph Dünnwald      | CDU    |
| 1966 | 48 Düsseldorf V   | Düsseldorf (mittlerer Teil) | Günter Schwarz       | SPD    |
| 1970 | 48 Düsseldorf V   | Düsseldorf (mittlerer Teil) | Bernd Petermann      | CDU    |
| 1975 | 48 Düsseldorf V   | Düsseldorf (mittlerer Teil) | Bernd Petermann      | CDU    |
| 1980 | 48 Düsseldorf V   | Stadtbezirk 3 ohne Oberbilk | Manfred Ludwig Mayer | SPD    |
| 1985 | 48 Düsseldorf V   | Stadtbezirk 3 ohne Oberbilk | Manfred Ludwig Mayer | SPD    |
| 1990 | 48 Düsseldorf V   | Stadtbezirk 3 ohne Oberbilk | Manfred Ludwig Mayer | SPD    |
| 1995 | 48 Düsseldorf V   | Stadtbezirk 3 ohne Oberbilk | Karin Jung           | SPD    |
| 2000 | 49 Düsseldorf V   | Stadtbezirke 1 und 4        | Brigitte Speth       | SPD    |